# Alleykat
Alleykat è un videogioco sparatutto a scorrimento verticale fantascientifico sviluppato dalla Graftgold e pubblicato dalla Hewson Consultants nel 1986 per Commodore 64. In America fu edito con il titolo di copertina cambiato in Demolition Mission: The Alleykat Space Racer dalla Thunder Mountain, etichetta della Mindscape. Il giocatore pilota un velivolo sopra piste di superficie, affrontando gare di uno sport futuristico di corse a ostacoli.

## Modalità di gioco
Si partecipa a gare di corsa e combattimento su percorsi lineari con vista dall'alto. Il velivolo del giocatore viene sganciato inizialmente da un'astronave madre e avanza a scorrimento verticale continuo lungo la pista. Il velivolo si sposta a destra e sinistra alla base dello schermo e spara verso l'alto. Può cambiare leggermente quota, riconoscibile dalla sua ombra, e passare sopra o sotto certi ostacoli. Può cambiare velocità, e quando va alla minima può fare i loop per prendere temporaneamente quota. Può cambiare il proprio assetto durante il volo: con le ali chiuse all'indietro è più veloce e maneggevole, con le ali allargate ha più potenza di fuoco ma diventa più largo e lento.
Si devono evitare i molti ostacoli sporgenti dello scenario, come rocce, strutture e piante; spesso gli ostacoli possono anche essere distrutti permanentemente sparando. Il giocatore è l'unico concorrente in pista, ma deve affrontare diversi tipi di mezzi nemici automatizzati detti Gravo-craft che cercano di fermarlo. Molti possono sparare, ma alcuni cercano di speronarlo, come il Katerkiller, il nemico più pericoloso, dall'aspetto di un enorme bruco (dall'inglese caterpillar) da distruggere pezzo per pezzo. Anche i nemici a volte possono abbattere gli ostacoli dello scenario.
Se si termina l'energia ci si schianta e la gara finisce. L'energia (non indicata, c'è solo un segnale d'allarme quando le condizioni sono critiche) è ricaricabile sorvolando a bassa quota i simboli "E" sparsi per la pista. Alcune gare hanno anche simboli "G" che forniscono denaro extra.
Le gare possono svolgersi in otto stadi orbitanti, che corrispondono a diversi tipi di paesaggio. Ci sono in tutto 32 piste, ciascuna lunga come più di 20 schermi. La struttura di ogni pista ha anche, in parte, delle variazioni generate casualmente.
Il giocatore inizia senza denaro e può selezionare quale gara affrontare; le prime sono gratis, ma all'aumentare della difficoltà si paga sempre più denaro per partecipare e si vince sempre più denaro completando la gara. Per completare una gara si deve fare il numero di giri richiesto senza distruggere il velivolo.
Le gare sono raggruppate in mesi spaziali e se ne può affrontare solo una per mese. Il game over è quando non si ha denaro a sufficienza per alcuna gara. Lo scopo ultimo è vincere la gara finale.
Tra le caratteristiche di ogni gara, c'è il tipo di bonus che è possibile ottenere. A seconda del tipo sono richieste tattiche diverse. Il punteggio bonus determina la massima energia che si potrà accumulare nella gara successiva; a differenza del denaro, il punteggio si riceve anche se non si vince la gara. I tipi di gare sono:
- Time-trial: bonus per velocità
- Speed-trial: bonus per velocità
- Demolition: bonus per distruzione del paesaggio
- Dodg'em: bonus per non distruggere il paesaggio
- Endurance: bonus per stare più tempo in pista
- Survival: bonus per distruzione dei Gravo-craft
- Random: bonus sconosciuto
- Slalom: bonus per volare sotto gli ostacoli

Esiste la modalità multigiocatore cooperativa, ma si gioca uno alla volta. Il denaro è in comune, entrambi i giocatori partecipano a ogni gara e entrambi hanno la possibilità di vincerlo.
Alleykat è uno dei pochi giochi che può sfruttare la maggior potenza del Commodore 128, pur essendo eseguibile solo avviando il computer in modalità C64; le differenze dichiarate sul C128 sono più proiettili e Katerkiller più lunghi.

## Sviluppo
Alleykat fu ideato e programmato da Andrew Braybrook, allora celebre per aver realizzato i successi del Commodore 64 Paradroid e Uridium. A volte viene pure considerato un seguito non ufficiale di Uridium.
Dal punto di vista tecnico era un programma notevole.
Braybrook sostiene che volle spingere i limiti di cosa poteva fare con il Commodore 64. Puntò a ottenere lo scorrimento dell'intero schermo, a mostrare ombre per tutti gli oggetti, e a proporre un gameplay meno lineare.
Gli scenari distruttibili richiesero la presenza di molti sprite, una risorsa limitata, per cui si dovette fare a meno di velivoli concorrenti nella gara.
Braybrook riuscì a realizzare un sistema di controllo relativamente complesso sul joystick a un solo pulsante del Commodore, senza che il programma richieda l'uso della tastiera.
Alleykat vanta uno degli scorrimenti più veloci mai ottenuti sul Commodore 64, con aggiornamento dell'immagine a 50 fps effettivi (60 fps nell'edizione NTSC americana). La velocità massima è di 8 pixel per frame, ulteriormente aumentata nella sequenza di fine gara solo a scopo decorativo.
L'animazione dei veicoli venne molto curata, si preferì avere meno tipi di oggetti diversi possibili, ma ognuno con più frame diversi.
Una delle ispirazioni per lo stile visivo di Alleykat è stata il videogioco Pastfinder, nato sui computer Atari 8-bit e giocato da Braybrook sul suo Atari 600XL. In particolare fu ripresa l'idea della navicella protagonista che può passare sopra o sotto parti dello scenario.
Braybrook cita anche, tra le fonti di ispirazione, il proprio Uridium e la saga di 1942 per il loop del velivolo, Space Harrier per il Katerkiller, e il proprio Gribbly's Day Out per i livelli senza ordine fisso e il sistema dell'energia.
L'idea del doppio assetto aerodinamico, con le armi extra che escono fuori all'occorrenza, gli venne dal telefilm Airwolf.
Lo sviluppo richiese sei mesi.
Quando il videogioco venne pubblicato in licenza negli Stati Uniti, l'editore locale scelse di utilizzare un nome diverso per evitare la somiglianza con un titolo esistente della Synapse Software (presumibilmente Alley Cat).

## Accoglienza
Dato il successo dei precedenti giochi di Andrew Braybrook, in particolare gli sparatutto Paradroid e Uridium, c'erano grandi aspettative sul suo Alleykat.
La critica sulle riviste europee e australiane fu il più delle volte decisamente positiva. Le medie dei voti delle recensioni sulla stampa professionale sono del 77% su MobyGames e dell'80% su Lemon64. La grafica fu tra le caratteristiche più apprezzate.
Tra i giudizi più favorevoli ci fu quello di Zzap! (voto complessivo 89%), sebbene la rivista non lo considerasse del tutto all'altezza dei due famosi successi di Braybrook.
In retrospettiva lo stesso Braybrook evidenziò il difetto che i giocatori possono andare avanti nel gioco anche solo volando alti e veloci da un lato della pista e sparando continuamente.
In Europa Alleykat si piazzò subito ai primi posti delle classifiche di vendita.
Secondo Braybrook non ci sono dati di vendite complessivi, ma probabilmente Alleykat non riuscì altrettanto bene quanto il suo precedente successo Uridium.